# Jitka Schönfeldová
Jitka Schönfeldová (* 9. August 1980 in Prag, Tschechoslowakei) ist eine ehemalige tschechische Tennisspielerin.

## Karriere
Schönfeldová triumphierte 1996 im Finale des Juniorinnendoppels der Australian Open, zusammen mit Michaela Paštiková, gegen Wolha Barabanschtschykawa/Mirjana Lučić mit 6:1 und 6:3.
Sie gewann während ihrer Karriere zwei Einzeltitel des ITF Women’s Circuits. Ihre einzige Hauptfeldteilnahme bei einem WTA-Turnier gab sie bei den Pupp Czech Open 1996, gemeinsam mit Alena Vašková im Doppel.
Aufgrund einer Reihe von Verletzungen beendete sie ihre Profi-Laufbahn bereits im Alter von 18 Jahren.
Von 2002 bis 2003 spielte sie zwei Jahre Collegetennis am Flagler College in St. Augustine, Florida und danach ab 2004 an der University of Georgia in Athens, Georgia, wo sie Journalismus studierte.

## Turniersiege

### Einzel
| Nr. | Datum       | Turnier      | Kategorie   | Belag | Finalgegnerin   | Ergebnis  |
| --- | ----------- | ------------ | ----------- | ----- | --------------- | --------- |
| 1.  | August 1997 | Paderborn    | ITF $10.000 | Sand  | Jana Macurová   | 6:1, 7:6  |
| 2.  | Juni 2000   | Staré Splavy | ITF $10.000 | Sand  | Renata Voráčová | 6:4, 7:68 |